# Mark York
Mark York (* 27. November 1965 in Arcanum, Ohio; † 19. Mai 2021 in Dayton, Ohio), auch Marcus A. York, war ein US-amerikanischer Schauspieler, der durch die Verkörperung von Billy Merchant in der Fernsehserie Das Büro bekannt wurde.

## Leben
York wuchs als Sohn von Becky und Glenn York in Arcanum auf, einem Dorf im Darke County im US-Bundesstaat Ohio; in Arcanum besuchte er die Grundschule und – bis zu seinem Abschluss im Jahr 1986 – die High School.
Seit einem selbst verschuldeten Autounfall im Jahr 1988 war York querschnittgelähmt und auf einen Rollstuhl angewiesen. Über seinen Unfall im Alter von 22 Jahren sagte er 2003 in einem Interview:

„Ich griff nach meiner Sporttasche auf dem Rücksitz und zog mit der linken Hand versehentlich das Lenkrad zu stark nach oben.“

Zwischen 1993 und 1997 studierte York Psychologie, Soziologie und Sozialarbeit an der zum Freikirchlichen Bund der Gemeinde Gottes zählenden Universität von Anderson in Indiana; während des Studiums kam er über einen Freund mit der Schauspielerei in Berührung. Im Juli 1999 zog York nach Kalifornien, um eine Karriere in Hollywood zu beginnen.
Als ehemaliger Sportler und begeisterter Sportfan folgte er den Cincinnati Reds, den Ohio State Buckeyes und den Kentucky Wildcats.
York war Unterstützer gemeinnütziger Organisationen wie der Spinal Cord Research Foundation, dem Amerikanischen Roten Kreuz, United Way sowie von Spendenaktionen von March of Dimes. Als Betroffener war er Vertreter des „Spinal Cord Injury (SCI) Research Advancement“ in Südkalifornien, das im Bereich der Heilung von Rückenmarksverletzungen mit nicht-embryonalen Stammzellen forscht. Im Januar 2010 trafen sich er und der Gründer der Organisation, Will Ambler, mit Kareem Dale, dem damaligen Sonderbeauftragten für Behindertenpolitik von Barack Obama, um Änderungen in der Behindertenpolitik vorzuschlagen. Später wurde er Vorsitzender von The Americans With Disabilities Act (ADA) in Darke County.
Im Alter von 55 Jahren verstarb York infolge einer kurzen und unerwarteten Krankheit im Miami Valley Hospital von Dayton; die Gerichtsmedizin von Montgomery County bestätigte später einen natürlichen Tod. Er hinterließ seine Großeltern, seine Eltern und die drei Brüder Brian, Jeff und David.

## Karriere
Bereits während seiner Studienzeit hatte York 1997 einen ersten Auftritt als Statist in dem Film Going All the Way. Unter der Regie von James Black war er in Lost In the Shuffle auch auf der Bühne zu sehen (Byrum Hall).
Zu seinen Rollen im Film und Fernsehen gehörten Auftritte in CSI: NY, Meine wilden Töchter, Passions, Mind of Mencia, Six Feet Under – Gestorben wird immer und in A.I. – Künstliche Intelligenz. Er spielte auch in Independent-Filmen wie A Man in the Dark, An Unchanged Melody und Wounded Rose sowie in Fernsehwerbung für Unternehmen wie AT&T und Verizon.
In der Sitcom Das Büro spielte er zwischen 2006 und 2009 in mehreren Folgen William „Billy“ Merchant, den nüchternen Gebäudemanager des Scranton Business Park in NBCs US-amerikanischer Adaption von The Office. York erhielt positive Resonanzen für seine Darstellung, da er seine Behinderung nicht in den Vordergrund rückte und die Integration von Menschen mit Behinderung im Büroalltag zeigte.
York, der Mitglied der Screen Actors Guild (SAG) war, warb für mehr Schauspielrollen für Menschen im Rollstuhl und mit anderen Behinderungen:

„Wenn sie nicht im Drehbuch stehen, hat der Casting-Direktor nicht genug Mumm, jemanden im Rollstuhl zu besetzen. [...] Es ist ein Charaktertyp, für den nicht viel geschrieben wird. Sie [Anm.: die Drehbücher] spiegeln nicht das wahre Amerika wider – 20 Prozent der Amerikaner haben eine oder mehrere Behinderungen, aber nur 0,05 Prozent der [Sprech-] Rollen im Fernsehen spiegeln diese Gemeinschaft wider.“

Nach seinem unerwarteten Tod zollten ihm seine ehemaligen Das Büro-Darstellerkollegen Jenna Fischer, Rainn Wilson und Angela Kinsey öffentlich Respekt. Im deutschen Sprachraum wurde er unter anderem von Olaf Reichmann synchronisiert.

## Filmografie (Auswahl)

### Film
- 1997: Der lange Weg der Leidenschaft (Going All the Way)
- 2001: A.I. – Künstliche Intelligenz
- 2007: Fighting Words
- 2008: Profile

### Fernsehen
- 2004: Meine wilden Töchter
- 2006: CSI: NY
- 2006–2009: Das Büro
- 2011: Pretty People (Dokumentation)